# Temporale Kantenglättung
Temporale Kantenglättung oder temporal anti-aliasing (TAA) ist ein Algorithmus zur Kantenglättung. Er verwendet mehrere Einzelbilder, um die Datenfülle zu erhöhen, die ein Shader zur Berechnung der Glättung nutzt. Der Algorithmus wird dadurch effizienter und effektiver. Nachteil ist die Bewegungsunschärfe, die bei zeitlicher Verrechnung mehrerer und bei Bewegungen unterschiedlicher Bilder erzeugt wird. Dies wird insbesondere bei niedriger Bildfrequenz deutlich.